# Do Somethin'
Do Somethin' è un singolo della cantante statunitense Britney Spears, pubblicato il 13 febbraio 2005 come secondo estratto dalla prima raccolta della cantante Greatest Hits: My Prerogative.

## Descrizione
Pubblicato il 13 febbraio 2005 negli Stati Uniti e in Germania, il 28 febbraio nel Regno Unito e in Italia, il brano è stato prodotto da Bloodshy & Avant con la collaborazione di S. Lunt. 

## Video musicale
Nel video di Do Somethin prevalgono i toni bluastri, bianchi e rossi con un mix di sensualità e folgorìo trascinante dell'artista, che dimostra di saper sfruttare le proprie curve con impetuosità e fermezza. Il video inizia con un brusco avanzamento dentro il corridoio di un'astronave, mentre Britney, con una pelliccia bianca corta che va fino al busto, guarda lo schermo. Viene ripreso ancora il corridoio e Britney inizia a cantare in modo agitato, mentre allo stesso tempo la vediamo guidare un'auto rosa tra le nuvole, brandendo le mani, volteggiando la testa e guardando verso la libertà del cielo. È inoltre seguita, nei gesti e nei movimenti, dalle amiche con lo stesso tempismo.
Mentre guida supportata da loro, vediamo la parete frontale della porta d'una discoteca che s'apre e Britney, con un corsetto rosso di cotone e dei pantaloni casual, entra muovendosi il busto, le mani e le braccia, avanzando con le gambe per andare al centro della disco. Intanto la cantante con la pelliccia bianca si dimena i fianchi, mentre la "collega" nella pista si mette al centro e inizia a ballare a scatti, con le mani e il bacino, per far notare il suo sex appeal, guardata dai ragazzi. Lei continua a fare la sua coregrafia, mentre intanto vediamo la Britney in pelliccia seduta su un letto (ha solamente biancheria intima) che balla e rizza il busto e le gambe.
Poi la scena si sposta sul palco del locale, dove la Spears fa il suo ultimo ballo con le sue ballerine, dopo essere andata davanti al gruppo, vista da un gruppo di ragazzi. Compie dunque lo stacchetto, mentre canta davanti ad un microfono con le braccia sollevate ed aperte, mandando tutti in delirio, che saltano scalpitanti nella disco. Intanto, la ragazza sul palco si dimena con irruenza e vitalità, mentre l'altra Britney (quella seduta sul letto) fa notare il fondoschiena, i glutei e le gambe. In discoteca tutti saltano e s'uniscono al gruppo che si muove a ritmo, mentre la Britney sul letto sorride e la telecamera inizia ad oscurarsi.
È da notare l'intermittenza e la sovrapposizione delle immagini, per accentuare ancora di più la cantante nella sua fisicità longilinea, snella e audace, che fa notare le forme sensuali e molto piacevoli. Nella scena dove compare in un letto vengono risaltate le sue forme che contribuiscono all'aumento del suo sex appeal; nella discoteca, invece, con capelli lisci e biondi naturali, viene evidenziata la sua spavalderia esuberante.

## Promozione
Il singolo, nonostante la promozione assente, ha avuto un più che soddisfacente successo a livello mondiale ma soprattutto in Israele, dove ha ottenuto il 1º posto. In Brasile ha ottenuto il 2º posto, in Argentina e in Grecia la 5ª posizione e nei Paesi Bassi e nel Regno Unito la sesta posizione. La Spears, in seguito, ha eseguito varie esibizioni di Do Somethin' nel  The M+M's Tour,  al  The Circus Starring: Britney Spears  e nella residency a Las Vegas
 Britney: Piece of Me .

## Tracce

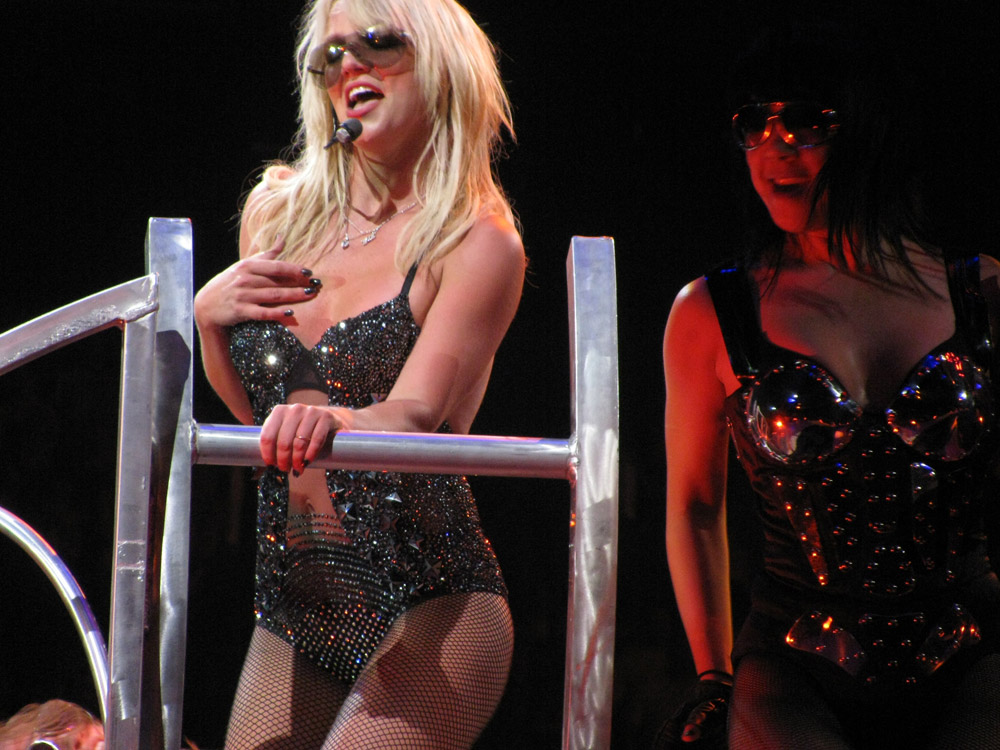
Britney Spears durante un'esibizione di Do Somethin' al The Circus Starring: Britney Spears.

| Singolo UK 1. Do Somethin' - 3:22 2. Do Somethin' (DJ Monk's Radio Edit) - 4:12 Promo Cd di Remix UK 1. Do Somethin' - 3:26 2. Do Somethin' (DJ Monk's Radio Edit) - 4:17 3. Do Somethin' (Thick Vocal Mix) - 8:03 4. Everytime (Valentin Remix) - 3:25 Promo CD UK 1. Do Somethin' - 3:22 | UK Enhanced CD singolo 1. Do Somethin' - 3:27 2. Do Somethin' (video) - 3:22 3. Chris Cox Megamix (7 smash hit videos mixed together) - 3:47 Singolo Europa/Australia 1. Do Somethin' - 3:26 2. Do Somethin' (DJ Monk's Radio Edit) - 4:17 3. Do Somethin' (Thick Vocal Mix) - 8:03 4. Everytime (Valentin Remix) - 3:25 |

### Versioni e remix ufficiali
- DJ Monk's Radio Edit — 04:12
- DJ Monk's Extended Club Mix — 05:43
- Thick Vocal Mix — 08:00
- Thick Radio Edit — 03:26

## Classifiche

### Classifiche settimanali
| Classifica (2005) | Posizione massima |
| ----------------- | ----------------- |
| Australia         | 8                 |
| Austria           | 21                |
| Belgio (Fiandre)  | 12                |
| Belgio (Vallonia) | 10                |
| Danimarca         | 4                 |
| Francia           | 70                |
| Germania          | 18                |
| Repubblica Ceca   | 11                |
| Irlanda           | 4                 |
| Norvegia          | 12                |
| Paesi Bassi       | 13                |
| Regno Unito       | 6                 |
| Ungheria          | 4                 |
| Svezia            | 10                |
| Svizzera          | 11                |
| Stati Uniti       | 100               |

### Classifiche di fine anno
| Classifica (2005) | Posizione |
| ----------------- | --------- |
| Australia         | 67        |
| Belgio (Friande)  | 74        |
| Belgio (Vallonia) | 96        |